# John Coltrane Quartet
Das John Coltrane Quartet, auch klassisches John-Coltrane-Quartett genannt, ist eine Jazz-Band, die Anfang der 1960er Jahre unter der Leitung des Saxophonisten John Coltrane bestand.

## Die Entwicklung der Band von 1959 bis 1965
Im Jahr 1959 wechselte der Saxophonist John Coltrane zum Plattenlabel Atlantic Records; hier hatte er mehr Möglichkeiten, auf die Gestaltung seiner Alben Einfluss zu nehmen, als dies bei Prestige Records möglich gewesen war. Den endgültigen Durchbruch brachte das überwiegend im Frühjahr 1959 aufgenommene Album Giant Steps und seine Mitwirkung am Kind of Blue-Album von Miles Davis. Coltrane wollte eine eigene Gruppe formieren; die Musiker, mit denen er spielen wollte, waren aber zunächst alle noch anderweitig verpflichtet: McCoy Tyner, dem sein musikalisches Konzept vertraut war, Art Davis und Elvin Jones.
Letztlich sind die John-Coltrane-Quartette bis zum Ende des Jahres 1959 mehr oder weniger als Übergang zu betrachten; man spürt noch den mächtigen Einfluss seiner gewohnten Miles-Davis-Umgebung. Die totale Abkehr davon sollte erst 1960 erfolgen. „Durch den Vertrag mit Atlantic abgesichert, konnte er es sich erlauben, verschiedene Besetzungen auszuprobieren.“ Bis zur Jahreswende 1959/1960 experimentierte Coltrane mit verschiedenen Quartett-Formationen. So hatte er mit den Bassisten Ahmed Abdul-Malik, George Tucker und Paul Chambers und Schlagzeugern wie Art Taylor, Lex Humphries und Jimmy Cobb gespielt. Auch bei den Pianisten war die Lage schwierig: Nachdem er mit Wynton Kelly, Tommy Flanagan und Cedar Walton gearbeitet hatte und überlegte, auf Bobby Timmons auszuweichen, verpflichtete er 1960 für einen mehrwöchigen Auftritt in der New Yorker Jazz Gallery den Pianisten Steve Kuhn, den Bassisten Steve Davis und den Schlagzeuger Pete LaRoca.
Erst im September 1960 konnte er McCoy Tyner verpflichten. Am Bass blieb Steve Davis bis zum Ende des Jahres 1960; dann wechselten Reggie Workman und Art Davis, der jedoch einen Job als Studiomusiker im NBC-Orchestra vorzog, einander ab, bis im November 1961 – während seines Gastspiels im New Yorker Village Vanguard – schließlich Jimmy Garrison zu der Gruppe stoßen sollte. Ähnlich schwierig war auch die Wahl des Schlagzeugers; auf Pete LaRoca folgte im September 1960 Billy Higgins und im Oktober 1960 endlich Elvin Jones, der mit seinem polyrhythmischen Spiel eine neue Ära des Schlagzeugspiels einläuten sollte.
Mit der Besetzung John Coltrane, McCoy Tyner, Jimmy Garrison und Elvin Jones „kristallisierte sich eine der für einen gewissen Zeitraum traumhaftesten Gruppen des modernen Jazz heraus“, schrieben die Coltrane-Biographen Filtgen und Außerbauer. „Bis zur Hinwendung Coltranes zum Free Jazz beeinflusste sie den Jazz der sechziger Jahre nach allen Seiten.“ Nach einer Europatournee mit Miles Davis 1960 entstand dann im Oktober sein Erfolgsalbum My Favorite Things, noch mit dem Bassisten Steve Davis aufgenommen. Als das erste (vollständige) Album seines „klassischen Quartetts“ wurde 1962 Coltrane veröffentlicht. In der Folge wurden in dieser Besetzung die legendären Coltrane-LPs John Coltrane and Johnny Hartman 1963, Both Directions at Once: The Lost Album und Blue World (beide posthum erschienen), Crescent und A Love Supreme 1964, The John Coltrane Quartet Plays 1965, eingespielt. Für Plattenprojekte wie Ascension oder Kulu Sé Mama erweiterte Coltrane die Quartett-Formation um Musiker wie Freddie Hubbard, Archie Shepp oder Pharoah Sanders; Letzterer sollte dann ab 1965 das Quartett zum Quintett erweitern. Schlagzeuger Elvin Jones wurde auch gelegentlich von Roy Haynes vertreten; die Stücke mit Haynes wurden dann auf dem Album Dear Old Stockholm kompiliert. Mit der Hinwendung Coltranes zum Free Jazz verließ erst Pianist McCoy Tyner nach dem Album Meditations im November 1965 die Gruppe; sein Platz wurde dann von Coltranes zweiter Ehefrau Alice Coltrane eingenommen, erstmals bei dem zweiten Village Vanguard-Konzert im Mai 1966 (Live at the Village Vanguard Again!) zu hören. Nachfolger von Elvin Jones wurde Rashied Ali. Lediglich der Bassist Jimmy Garrison blieb Coltrane bis zu seinen letzten Konzerten (The Olatunji Concert: The Last Live Recording) im April 1967 verbunden.
Eine Gesamtausgabe der Studioaufnahmen des „klassischen Quartetts“ wurde 1998 unter dem Titel The Classic Quartet – Complete Impulse! Studio Recordings in einer Edition mit 8 CDs in 20-bit Super Mapping veröffentlicht.

## Überblick der verschiedenen Quartett-Besetzungen
- 26. März 1959 – Coltrane, Cedar Walton, Paul Chambers, Lex Humphries[5]

- 4./5. Mai 1959 – Coltrane, Tommy Flanagan, Paul Chambers, Art Taylor (Giant Steps)[6]

- 24. November und 2. Dezember 1959 – Coltrane, Wynton Kelly, Paul Chambers, Jimmy Cobb (Coltrane Jazz)[7]

- 21., 24. und 26. Oktober 1960 – Coltrane, MyCoy Tyner, Steve Davis, Elvin Jones (Coltrane Jazz/My Favorite Things, Coltrane Plays the Blues und Coltrane’s Sound)

- 1. bis 5. November 1961 – Coltrane, Tyner, Reggie Workman, Elvin Jones (Coltrane „Live“ at the Village Vanguard)

- 21. Dezember 1961 – Coltrane, McCoy Tyner, Jimmy Garrison, Elvin Jones (Ballads)

- 2. September 1965 – Letzte Aufnahmen in der klassischen Quartett-Besetzung (Coltrane, Tyner, Garrison, Jones) für das Album First Meditations (For Quartet) (Impulse 9332)